# 吉田慎二郎
吉田 慎二郎（よしだ しんじろう、1983年4月2日 - ）は、岐阜県出身の競艇選手。登録番号4228。身長170cm。血液型B型。92期。愛知支部所属。師匠は上島久男（登録番号2447）。兄に競艇選手の吉田健太郎（登録番号4021）、同期に安達裕樹、松村敏、毒島誠らがいる。

## 来歴
- やまと競艇学校時代、リーグ戦勝率5.87（準優出4　優出3）の成績を残した。
- 2003年5月13日、常滑競艇場でデビュー（5着）。
- 2003年7月14日、津競艇場での一般競走で初勝利（26走目）。
- 2007年10月14日、戸田競艇場での「第7回日本レジャーチャンネル杯」で初優出（6着）。
- 2009年12月31日、住之江競艇場での「第43回住之江選手権」で初優勝（優出4回目）。